# Брачев, Виктор Степанович
Ви́ктор Степа́нович Бра́чев (род. 26 мая 1947) — российский историк, исследователь масонства. Доктор исторических наук (1996), профессор (с 2001) исторического факультета СПбГУ (кафедра истории России с древнейших времён до XX века).

## Биография
Родился в белорусской деревне Матеши Ахремовского сельсовета Браславского района Полоцкой области в бедной крестьянской семье. Отец — Степан Николаевич Брачев (1910—1973), из крестьян бывшей Симбирской губернии. Мать — Стефания Андреевна Шаркевич (1922—1990).
В 1968 году окончил исторический факультет Псковского педагогического института, поступил в аспирантуру к Р. Г. Скрынникову в ЛГПИ им. А. И. Герцена; в 1971 году перешёл в ЛОИИ АН СССР под научное руководство С. Н. Валка.
В 1969—1977 годах — учитель истории средней школы, библиотекарь Научной библиотеки им. Горького ЛГУ, с 1977 года — научный сотрудник музея истории ЛГУ. В 1979 году опубликовал первую печатную работу.
10 октября 1985 года в ЛГУ защитил кандидатскую диссертацию «Петербургская археографическая комиссия (1861—1917 гг.)». С 1987 года работал на кафедре истории СССР (России) ЛГПИ в должностях ассистента, затем доцента и профессора.
20 ноября 1996 года в Санкт-Петербургском университете защитил докторскую диссертацию «Русский историк С. Ф. Платонов»; официальные оппоненты Д. Н. Альшиц, В. С. Волков и А. Ю. Дворниченко. С 1 февраля 1998 года — профессор по кафедре истории России с древнейших времён до XX века исторического факультета СПбГУ; читал общий курс «Историография истории России XVIII — начала XX вв.», спецкурсы по истории русской общественной мысли, масонства и др.
Жена — Надежда Николаевна Брачева (урожд. Рыга). В семье семь детей: Стефания, Анюта, Алёна, Татьяна, Степан, Анастасия, Святополк. Сын от первого брака — Сергей, адвокат.

## Научная деятельность
Научные достижения Брачева связаны, главным образом, с докторской диссертацией, в которой ему удалось показать не только личный вклад С. Ф. Платонова в науку, но и его серьёзные расхождения (политическая сторона Смуты начала XVII века и оценка её итогов) с либеральной историографией. Большое научное значение имела и разработка. автором историографической подоплёки т. н. Академического дела 1929—1931 годов в свете жёсткого противостояния сплотившейся в 1920-е годы вокруг Платонова старой профессуры и историков-марксистов во главе с М. Н. Покровским. Дальнейшим развитием этих идей стала опубликованная в 2001 году новая работа «Наша университетская школа русских историков и её судьба».
1979
- Петербургская археографическая комиссия (1834—1917 гг.) // Вестник ЛГУ. Сер. «История, язык и литература». — 1979. — № 20.

1984
- Универсанты-большевики. Указатель / Сост. Н. Н. Каретникова и В. С. Брачев // Очерки по истории Ленинградского университета: Сборник. — Т. 5. — Л.: Изд-во ЛГУ, 1984. — С. 165—179.

1986
- Брачев В. М. В. Ломоносов и Санкт-Петербургский университет // Ленингр. ун-т. — 1986. — 17 октября. — С. 10—11.

1987
- Брачев В. Проба сил // Ленингр. ун-т. — 1987. — 13 февраля.
- Брачев В. Первый ректор-коммунист. [О В. Б. Томашевском] // Ленингр. ун-т. — 1987. — 20 марта.
- Брачев В. Петровский зал // Ленингр. ун-т. — 1987. — 17 апреля.
- Брачев В. Главное здание // Ленингр. ун-т. — 1987. — 28 августа.

1988
- Брачев В. Церковь: Бывшая университетская домовая церковь Во имя Святых первопрестольных апостолов Петра и Павла // Ленингр. ун-т. — 1988. — 25 марта.

1989
- Брачев В. С. «Дело» академика С. Ф. Платонова // Вопросы истории. — 1989. — № 5. — С. 117—129.
- Брачев В. С. Трагедия академика С. Ф. Платонова. Об обвинении в контрреволюционном «заговоре» С. Ф. Платонова и других историков в 1929—1931 гг. // Ленинградская панорама. — 1989. — № 9. — С. 27—29.

1990
- Брачев В. С. Укрощение строптивой, или Как АН СССР учили послушанию // Вестник АН СССР. — 1990. — № 4. — С. 120—127.
- Брачев В. Российские масоны // Ленинградская панорама. — 1990. — № 8, 9.

1991
- Ленинградские масоны и ОГПУ (протоколы допросов, вещественные доказательства) / [Публ. В. С. Брачева] // Русское прошлое: Историко-документальный альманах. — 1991. — Кн. 1. — С. 252—279[1].
- Брачев В. С. Опасная профессия — историк. Страницы жизни академика С. Ф. Платонова // Вестник РАН. — 1991. — № 9. — С. 65—73.

1992
- Исповедь узника ОГПУ (Неизвестная рукопись академика С. Ф. Платонова) / Вст. ст. и публ. В. С. Брачева // Вестник РАН. — 1992. — № 9. — С. 118—128.

1993
- Брачев В. С. Сергей Федорович Платонов // Отечественные архивы. — 1993. — № 1. — С. 18—22.
- Брачев В. С. Сергей Федорович Платонов // Отечественная история. — 1993. — № 1. — С. 111—128.
- Покаяние академика С. Ф. Платонова. Публичные записки историка в коллегию ОГПУ от 1930 г. / Публ. и предисл. В. С. Брачева и С. В. Чернова // Санкт-Петербургская панорама. — 1993. — № 5. — С. 17—19.
- Петербургские мартинисты 1910—1925 годов: Документы архива Министерства безопасности РФ / Сост. В. С. Брачев // Отечественная история. — 1993. — № 3. — С. 177—192.
- Брачев В. С. Жизнь и труды С. Ф. Платонова // Платонов С. Ф. Сочинения по русской истории: В 2 т. / Отв. ред. В. И. Старцев. — СПб.: Стройлеспечать, 1993. — Т. 1: Лекции по русской истории: учебник русской истории. — 733 с.
- Брачев В. С., Лавров А. С. Н. И. Ульянов — историк России // Вестник С.-Петербургского ун-та. — Сер. 6. — 1993. — Вып. 4(27). — С. 129—132.
- Брачев В. С. Великий Новгород в освещении С. Ф. Платонова // Прошлое Новгорода и Новгородской земли: Тез. докл. и сообщ. научной конференции 16—18 ноября 1993 года. — Новгород, 1993.

1994
- Брачев В. Тайные масонские общества в СССР // Молодая гвардия. — 1994. — № 3.
- Брачев В. С. Общественно-политические взгляды С. Ф. Платонова // Историческая наука в меняющемся мире: Историография отечественной истории. — Казань, 1994. — Вып. 2.
- Брачев В. С. С. Ф. Платонов — член Новгородского общества любителей древности // Прошлое Новгорода и Новгородской земли. Тез. докл. и сообщ. научной конференции 15 ноября 1994 года. — Новгород, 1994.

1995
- Брачев В. С. Русский историк Сергей Фёдорович Платонов. [В 2 ч.] — СПб.: Минерва, 1995.

1997
- Брачев В. С. Русский историк С. Ф. Платонов: Ученый, педагог, человек. — Изд. 2-е, испр. и доп. — СПб.: Нестор, 1997. — 264 с.
- Брачев В. С. «Дело историков», 1929-1931. — СПб.: Нестор, 1997. — 113 с.
- Брачев В. С. Петербургская археографическая комиссия (1834—1929 гг.). — СПб.: Нестор, 1997. — 161 с.
- Брачев В. С. Религиозно-мистические кружки и ордена в России. Первая треть XX в. — СПб.: Нестор, 1997.
- Брачев В. С. Мастер политического сыска Пётр Иванович Рачковский // Английская набережная, 4: Ежегодник / СПб. науч. о-во историков и архивистов; Ред. Б. В. Ананьич. — СПб.: Лики России, 1997. — 456 с. — С. 291—324 — ISBN 5-87417-051-0

1998
- Брачев В. С. Царский жандарм — борец с масонами // Секретное досье. — 1998. — № 1. — С. 50—59.
- Брачев В. С. «Дело историков», 1929-1931: биография отдельного лица. — Изд. 2-е, доп. — СПб.: Нестор, 1998. — 128 с.
- Брачев В. С. Мастера политического сыска дореволюционной России. — СПб.: Нестор, 1998. — 110 с.
- Брачев В. Красное масонство // Оккультные силы СССР / Под ред. А. Д. Балабухи. — СПб.: Северо-Запад, 1998. — С. 239—364. ISBN 5-7906-0096-4
- Брачев В. С. Е. Ф. Шмурло как историк // Шмурло Е. Ф. Курс русской истории. Возникновение и образование Русского государства. 862—1462. — СПб.: Алетейя, 1998. — С. 512—531. — ISBN 5-89329-063-1.
- Брачев В. С. Возражения критикам // Клио. — 1998. — № 2(5).

2000
- Брачев В. С. Русское масонство XVIII—XX вв. — СПб., 2000.
- Брачев В. С. Русское масонство XX века. — СПб.: Стомма, 2000. — 256 с. — 500 экз. (обл.)
- Брачев В. С. Масоны в России: от Петра I до наших дней. — СПб.: Стомма, 2000.
- Брачев В. С. С. П. Белецкий и его «Записки» // Шишкин О. А. Убить Распутина. — М.: ОЛМА-ПРЕСС, 2000. — С. 349—379. — 400 с. — (Досье). — 8000 экз. — ISBN 5-224-00841-7. (в пер.)
- Брачев В. С. Масоны и власть в России (XVIII — первая четверть XIX вв.): Учебное пособие. — СПб.: Стомма, 2000. — 228 с. — 500 экз. (в пер.)

2001
- Брачев В. С. Феномен С. Ф. Платонова и наша историческая наука // Платонов С. Ф. Смутное время. — СПб.: Лань, 2001. — С. 5—70. — 480 с. — (Классики исторической мысли). — 5000 экз. — ISBN 5-8114-0263-5. (в пер.)
- Брачев В. С. Заграничная агентура Департамента полиции (1883-1917). — СПб.: Стомма, 2001. — 186 с.
- Брачев В. С. «Наша университетская школа русских историков» и её судьба. — СПб.: Стомма, 2001. — 244 с.

2002
- Брачёв В. С. Русский историк А. Е. Пресняков (1870—1929). — СПб.: Стомма, 2002. — 84 с.
- Брачев В. С. Масоны в России. За кулисами видимой власти (1731—2001). — СПб.: Стомма, 2002. — 484 с. ISBN 5-89329-646-7 (ошибоч.)
- Брачев В. С. Богатыри русского политического сыска. — СПб., 2002.

2003
- Брачев В. С. Масоны и власть в России. — М.: Эксмо, 2003. — 640 с. — (История России. Современный взгляд). — 3000 экз. — ISBN 5-699-03078-6. (в пер.)
- Брачев В. С. Масоны, мистики и богоискатели в России: XX век. — СПб.: Стомма, 2003. — 312 с. — 400 экз. — ISBN 5-89329-646-9. (обл.)
- Брачев В. С., Яковенко С. Г. Евгений Францевич Шмурло // История. — 8 июня 2003. — № 22(694).

2004
- Брачев В. С. Чекисты против оккультистов. Оккультно-мистическое подполье в СССР. — М.: Яуза, Эксмо, 2004. — 544 с. — (СОВ. Секретно). — 4000 экз. — ISBN 5-699-06001-4. (в пер.)
- Брачев В. С. Жизнь и литературная деятельность И. И. Лютостанского // Имперскій курьеръ. — 2004. — № 2 (7).
- Брачев В. С. Жизнь и литературная деятельность И. И. Лютостанского // Молодая гвардия. — 2004. — № 5—6. — С. 172—185.
- Брачев В. С. Первый декан истфака ЛГУ Григорий Соломонович Зайдель (1893—1937 гг.) // Мавродинские чтения. 2004. Актуальные проблемы историографии и исторической науки. Материалы юбилейной конференции, посвященной 70-летию исторического факультета Санкт-Петербургского государственного университета / Под ред. А. Ю. Дворниченко. — СПб.: Изд-во С.-Петерб. ун-та, 2004. — С. 96—98.
- Брачев В. С., Дворниченко А. Ю. Кафедра русской истории Санкт-Петербургского университета (1834—2004) / СПб. гос. ун-т. Ист. фак. — СПб.: Изд-во СПбГУ, 2004. — 384, [16]. ISBN 5-288-02825-7

2005
- Брачев В. С. Масоны и власть в России. Вольные каменщики — враги государственности. — М.: Эксмо, 2005. — 640 с. ISBN 5-699-09302-8
- Брачев В. С. Между мистикой и политикой. Русские масоны начала XX века. — СПб.: Стомма, 2005. — 353 с. ISBN 5-89329-647-2 (ошибоч.)
- Брачев В. С. Опасная профессия — историк. — СПб.: Стомма, 2005. — 372 с. ISBN 5-89329-647-3 (ошибоч.)
- Брачев В. С. Крестный путь русского историка: Академик С. Ф. Платонов и его «дело». — СПб.: Стомма, 2005. — 436 с., ил. ISBN 5-89329-647-1 (ошибоч.)

2006
- Брачев В. С. Травля русских историков. — М.: Алгоритм, 2006. — 320 с. — (Оклеветанная Русь). — ISBN 5-9265-0236-5. (в пер.)
- Брачев В. С. Масоны у власти. — М.: Алгоритм, Эксмо, 2006. — 640 с. — (Политический бестселлер). — 3000 экз. — ISBN 5-699-17105-3. (в пер.)
- Брачев В. С. Прошлое и настоящее русского масонства (1731—2006). — СПб.: Стомма, 2006. — 628 с. ISBN 5-89329-647-5 (ошибоч.)
- Брачев В. С. Тайные общества в СССР. — СПб.: Стомма, 2006. — 390 с.
- Брачев В. С. И. Я. Фроянов — начало творческого пути // Исследования по русской истории и культуре. Сб. ст. к 70-летию профессора Игоря Яковлевича Фроянова / Отв. ред. Ю. Г. Алексеев, А. Я. Дегтярев, В. В. Пузанов. С.-Петерб. гос. ун-т, Удмурт. гос. ун-т, Петр. акад. наук и искусств. — М.: Парад, 2006. — С. 24—48. ISBN 5-8061-0086-3

2007
- Брачев В. С., Шубин А. В. Масоны и Февральская революция 1917 года / Оформление художника С. Груздева. — М.: Яуза-Пресс, 2007. — 352 с. — (Тайны масонства). — 4000 экз. — ISBN 978-5-903339-19-8. (в пер.)
- Брачев В. С. Оккультные истоки революции: Русские масоны XX века / Оформление художника С. Груздева. — М.: Издатель Быстров, 2007. — 480, [16] с. — (Тайны масонства). — 4000 экз. — ISBN 978-5-9764-0085-6. (в пер.)
- Брачев В. С. Оккультисты советской эпохи: Русские масоны XX века / Оформление художника С. Груздева. — М.: Издатель Быстров, 2007. — 480, [16] с. — (Тайны масонства). — 4000 экз. — ISBN 978-5-9764-0089-4. (в пер.)
- Брачев В. С. На путях к дворцовому перевороту: проблема «масонского заговора» накануне революции 1917 года // Terra Humana. — 2007. — № 4(5). — С. 13—29.

2008
- Брачев В. С. Историк М. М. Цвибак и его судьба // Terra Humana. — 2008. — № 2(7). — С. 33—54.
- Брачев В. С. К 60-летию Владимира Мироновича Воробьева // Terra Humana. — 2008. — № 2(7). — С. 164—167.
- Брачев В. С. «Дело» академика А. И. Соболевского: Из истории самоуправления Санкт-Петербургского университета // Terra Humana. — 2008. — № 4(9). — С. 46—70.

2009
- Брачев В. С. Студенты Горного института против В. М. Пуришкевича: «Дело о клевете» 27—29 ноября 1909 г. // Terra Humana. — 2009. — № 1(10). — С. 25—42.
- Брачев В. С. Студенты Горного института против В. М. Пуришкевича: «дело о клевете» 27—29 ноября 1909 г.: [Окончание] // Terra Humana. — 2009. — № 2(11). — С. 44—57.

2010
- Брачев В. С. Председатель студенческого отдела Союза русского народа в Санкт-Петербургском университете Георгий Шенкен: из истории студенческой забастовки 1908 г. // Terra Humana. — 2010. — № 2(15). — С. 98—104.
- Брачев В. С. Служители исторической науки: академик С. Ф. Платонов, профессор И. Я. Фроянов. — СПб.: Астерион, 2010. — 768, [32] с. — 500 экз. — ISBN 978-5-94856-434-1. (в пер.)